# Великий Утяш
Великий Утя́ш (рос. Большой Утяш, башк. Оло Үтәш) — присілок у складі Гафурійського району Башкортостану, Росія. Входить до складу Зілім-Карановської сільської ради.
Населення — 172 особи (2010; 209 в 2002).
Національний склад:
- башкири — 96%